# Roulroul couronné
Rollulus rouloul
Genre
Espèce
Statut de conservation UICN

 NT  : Quasi menacé
Statut CITES

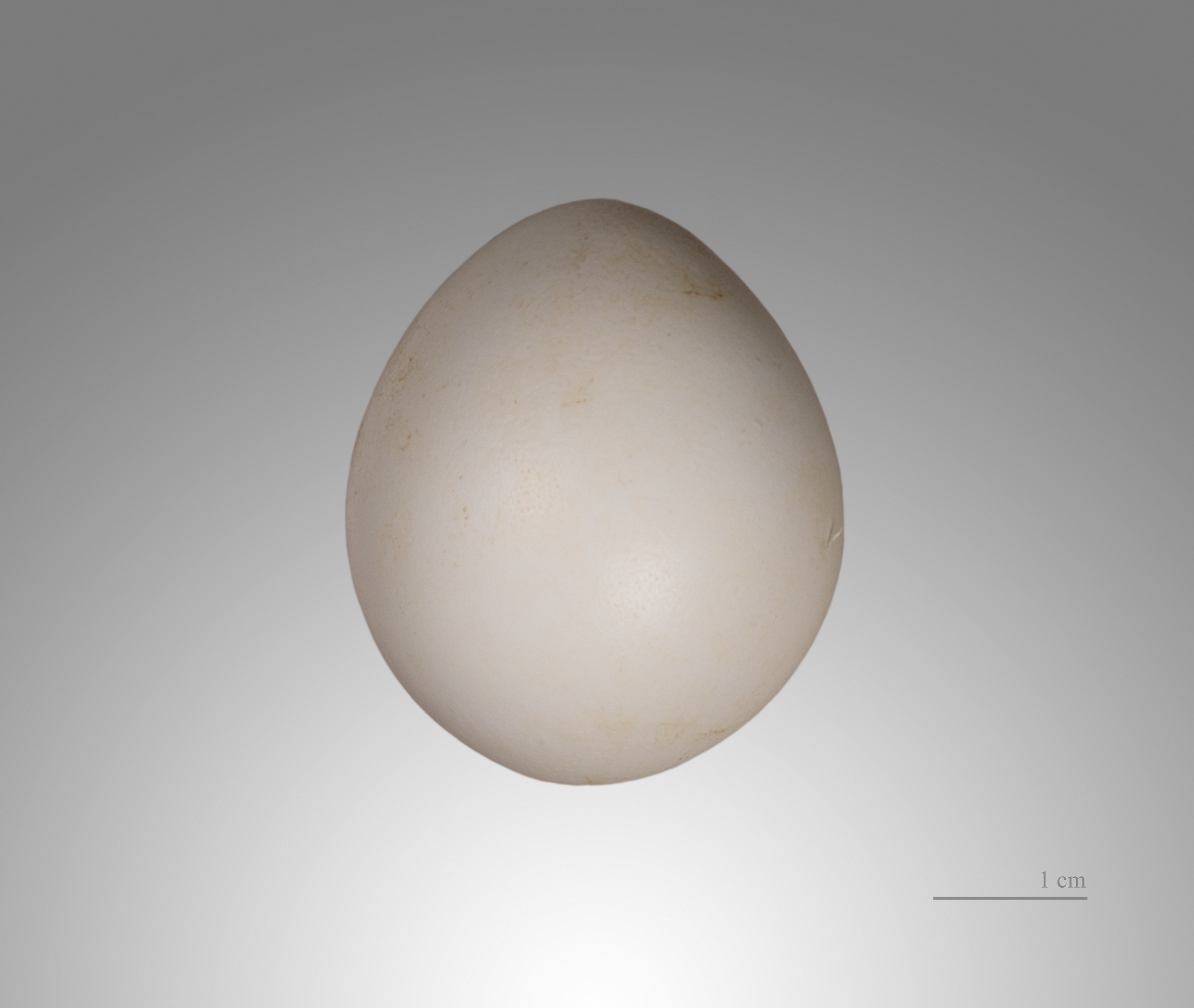
Rollulus rouloul - Muséum de Toulouse

Le Roulroul couronné ou Rouloul couronné (Rollulus rouloul) est une espèce de faisan de la famille des Phasianidae (ordre des gallinacés).

## Distribution
Cet oiseau peuple la péninsule Malaise, y compris le sud de la Thaïlande, Sumatra et Bornéo.

## Habitat
Le Roulroul couronné vit dans les forêts denses sempervirentes jusqu’à 1550 m d’altitude mais il s’habitue bien aux formations secondaires âgées et aux touffes de bambous (Hennache & Ottaviani, 2011).

## Description
Adulte, cet oiseau a une taille de la tête à la queue pouvant atteindre 26 cm. Le mâle est bleu-noir avec une crête rouge et la femelle est verte sans crête.

## Mœurs
Les roulrouls vivent seuls, en couples ou en groupe d’immatures comptant jusqu’à 13 oiseaux, ce qui pourrait correspondre à deux ou trois familles. En cas d’alerte les oiseaux s’éparpillent bruyamment, de préférence en courant. Leur vol est lent et ils ne s’envolent qu’en dernier recours, sur de courtes distances. Une fois dispersés, ils maintiennent le contact par de petits cris de ralliement. Ils grattent la litière végétale à la recherche d’invertébrés, y compris la fourmi géante Camponotus gigas, de graines ou de fruits, dont des figues tombées, dans le voisinage des porcs sauvages ou sous les arbres fruitiers où ils recherchent des restes laissés par les singes ou les oiseaux frugivores. Les roulrouls se perchent le soir à quelques mètres du sol, le couple et sa dernière nichée ensemble (Hennache & Ottaviani, 2011).

## Voix
Le chant est un sifflement plaintif, monotone, formé d’une double note, si-oul, la deuxième plus haute que la première, émis de préférence tôt le matin ou en fin de soirée.

## Nidification
Le roulroul est monogame. Il installe son nid dans une cuvette, creusée par les deux parents, surtout le mâle, sous une couche de feuilles en partie accumulée par les oiseaux. Le site de nidification est très difficile à détecter si on ne voit pas l’un des oiseaux en sortir. La ponte a lieu de décembre à août. La femelle couve seule mais le mâle reste à proximité du nid. Les poussins, nourris au bec par les deux parents, reviennent au nid pour la nuit (Hennache & Ottaviani, 2011).
En Malaisie, à Taman Negara, Corder (1992) a trouvé un nid construit surtout avec des feuilles mortes. Il contenait cinq œufs. La femelle restait au nid même en cas de dérangement et ne le quittait très rapidement qu’en cas  de danger extrême, soit en s’envolant, soit en courant. Il semblerait qu’elle recouvre ses œufs avec des feuilles lorsqu’elle quitte son nid.

## Statut, conservation
Le roulroul est considéré comme « presque menacé », en raison de la déforestation qui détruit ou morcelle son habitat, y compris dans les zones protégées, soit pour l’exploitation du bois, soit pour la conversion en terres agricoles, soit encore en raison d’incendies. Entre 1985 et 1997, le Kalimatan a perdu 25 % de forêt sempervirente. A Sumatra, la couverture forestière a diminué de 30 % ces 25 dernières années. Toutefois les roulrouls savent s’adapter à la forêt secondaire et à des forêts de plus haute altitude moins concernées par la déforestation, ce qui leur procure une sécurité provisoire.